# Rasūlābād (ort i Indien, Kanpur Dehat)
Rasūlābād är en ort i Indien.   Den ligger i distriktet Kanpur Dehat och delstaten Uttar Pradesh, i den centrala delen av landet, 300 km sydost om huvudstaden New Delhi. Rasūlābād ligger 140 meter över havet och antalet invånare är 7 235.
Terrängen runt Rasūlābād är mycket platt. Runt Rasūlābād är det tätbefolkat, med 427 invånare per kvadratkilometer. Närmaste större samhälle är Jhinjhak, 13,5 km söder om Rasūlābād. Trakten runt Rasūlābād består till största delen av jordbruksmark.